# Mamounata Ouédraogo
 (novembre 2023).
Mamounata Ouédraogo épouse Belem est une femme d’Etat Burkinabè. Première femme ministre chargée de l’eau et des aménagements (2013-2014) dans le gouvernement de Blaise Compaoré, elle est enseignante chercheure senior du grade de maître de recherche.

## Biographie

### Enfance et études
Mamounata Ouédraogo épouse Belem ,naît à Ouahigouya. À l’université de Ouagadougou, elle opte pour des études en environnement.

## Carrière professionnelle
En 2008, Mamounata obtient son Doctorat d’Etat en Science. Chef de programme de protection des ressources forestiers à l’INERA, elle aussi membre de l’équipe de 13 experts du plan d’action national d’adaptation au changement climatique et de l’inventaire des gaz à effet de serre.

## Carrière politique
Mamounata Ouédraogo/Belem débute en politique en 2008. En 2013, elle est nommée Ministre chargée de l’Eau. Membre du bureau politique Congrès pour la démocratie et le peuple (CDP) parti de Blaise Compaoré, elle a démissionnée en janvier 2021,,.

## Travaux de recherche
Dr Belem est auteur de 48 publications dans des revues cotées, 30 documents de vulgarisation et une cinquantaine de communications scientifique. Elle est officier de l’ordre nationale du Burkina Faso.